# Joseph Vantini
 (décembre 2023).
 (août 2014).
Joseph Vantini, dit « Yusuf », né le 11 juillet 1808 à l'île d'Elbe et mort le 16 mars 1866 à Cannes, est un général français.
Interprète dans l'armée d'Afrique, à la tête d'un corps de cavaliers indigènes (spahis), il joue un rôle important dans la conquête de l'Algérie.
Il est élevé à la dignité de grand-croix de la Légion d'honneur en 1860.

## Biographie

### Origines et jeunesse
Le Général Yusuf n'a conservé aucun souvenir de sa famille ; il se rappelait seulement avoir vu Napoléon Ier en 1814.
Il serait né d'un grenadier corse au service de Napoléon Ier et élevé par la sœur de l'empereur, Pauline Bonaparte, jusqu'à l'âge de trois ans. Vers cette époque, il fut embarqué pour Florence afin de poursuivre ses études .
Le navire qui le transportait fut capturé par un pirate barbaresque, conduit à Tunis et livré au Bey. Devenu musulman temporairement et placé dans le sérail de Mahmoud Bey, Yusuf se concilia l'affection de ses maîtres.
Il apprit le turc, l'arabe, l'espagnol, montra son adresse dans les exercices militaires, devint l'ami du Bey. Il noua une intrigue avec une des filles du Prince ; surpris dans un de ses rendez-vous par un gardien, il résolut de s'en défaire. Il jeta le corps dans une piscine profonde, n'en conservant que la tête. Le lendemain, comme la jeune princesse l'entretenait de ses terreurs, il la conduisit dans la chambre voisine et lui montra la tête de l'esclave. Il songea dès lors à quitter Tunis, prépara son évasion et reçut l'aide de Jules de Lesseps, fils du consul de France, ainsi que d'Amédée Van Gaver, important négociant français de Tunis.
Il obtint la permission de sortir du sérail et organisa les moyens de s'échapper. Au mois de mai 1830, un canot devait le conduire  à bord du brick français L'Adonis. Malgré l'opposition de cinq soldats Turcs, il gagna l'embarcation et rallia la flotte française à Alger. Le 16 juin 1830, il débarquait à Sidi-Ferruch.

### Campagne de 1830 en Algérie
Il est placé par le général en chef Comte de Bourmont comme interprète militaire auprès du commissaire général de police. Il accomplit plusieurs missions auprès des chefs des diverses populations éloignées, ce qui lui ouvre la carrière des armes. Nommé capitaine dans le 1er régiment des chasseurs d'Afrique le 25 mai 1831, il fut ensuite promu aux fonctions de khalifa auprès de l'agha des Arabes.
Désigné par le duc de Rovigo pour faire partie de l'expédition de Bône, il assiste le capitaine d'artillerie d'Armandy. Sa participation à l'investissement de la citadelle, la nuit du 27 mars 1832, lui vaut la croix de chevalier de la Légion d'honneur : Émile de Kératry racontera en 1887 que Yusuf escaladera la Kasbah par une corde de soixante mètres de long, suivi par 29 marins de la Béarnaise.

Il contribua ensuite à conserver cette conquête à la France. Depuis huit jours, une poignée d'hommes, enfermée dans la casbah, était responsable de la défense de la ville. Yusuf fut averti que les Turcs voulaient l'assassiner, massacrer les Français et s'emparer du fort. Il déclare au capitaine d'Armandy, commandant la garnison : 

« II faut, que je sorte avec mes Turcs, ajoute-t-il. — Mais ils te tueront, répond l'officier français. — Que m'importe, répond Yusuf ; j'aurai le temps d'enclouer les pièces qui sont à la marine. Je succomberai, je le prévois, mais tu seras sauvé, et le drapeau français ne cessera pas de flotter sur Bône. »

 Il sort suivi de ses Turcs. La porte de la casbah est murée derrière lui ; Yusuf s'adressant à sa troupe : 

« Je sais, dit-il, qu'il y a parmi vous des traîtres qui ont résolu de se défaire de moi dans la nuit prochaine. Je les connais, qu'ils frappent d'avance ceux qui ne craindront pas de porter la main sur leur chef. »

 Puis se tournant vers l'un d'eux : « Toi, tu es du nombre » , lui dit-il, et il l'étend mort à ses pieds ; ils tombent à ses genoux, et lui jurent une fidélité à laquelle ils n'ont pas manqué depuis.

### Autres campagnes en Algérie
Yusuf se fit encore remarquer pendant les campagnes de 1832 et 1833, et fut nommé, le 7 avril 1833, chef d'escadron dans le corps des spahis réguliers du « colonel-agha » Marey.
À l'époque de l'expédition du maréchal Clauzel sur Mascara, le maréchal lui confia le beylik de Constantine par décret en date du 21 janvier 1836. Il fut nommé officier de la Légion d'honneur, le 14 août 1835.
Sa conduite distinguée en 1836 et 1837 lui valut, le 18 février 1838, sa nomination, par ordonnance royale, au grade de lieutenant-colonel des spahis réguliers de Bône.
Il fit les campagnes de 1838 à 1841, à la tête de son corps de spahis. Il est nommé colonel de la cavalerie indigène d'Afrique le 19 mai 1842, et promu au grade de maréchal de camp après la bataille d'Isly.
Le général Yusuf continua la lutte contre Abd el-Kader : lors de la prise de la smala d'Abd el-Kader par le duc d'Aumale, le 16 mai 1843, le premier échelon est composé des spahis et du goum, commandé par le colonel Yusuf ; le 23 décembre 1845, il battit l'émir à Tenda dans un combat de cavalerie. Le 13 mars 1846, il l'atteignit de nouveau, le battit, lui enleva tous ses bagages et fut sur le point de l'enlever lui-même.
Le 4 décembre 1852, il prend l'oasis de Laghouat avec le général Aimable Pélissier.

### La guerre de Crimée
En 1854, durant la guerre de Crimée, le général Yusuf fut chargé, en Bulgarie, d'organiser en spahis quatre régiments de spahis d'Orient, ou bachi-bouzouk. Ils n'épargnaient pas plus les Turcs que les Bulgares et, à la suite de grosses pertes, furent licenciés au bout de deux mois.

## Création du corps des spahis
Le 9 mars 1831, il crée le corps des spahis dans l'armée française. Il sera chargé de recruter ces nouveaux régiments. Ce corps militaire va par la suite se développer et être à l'origine de nombreux faits d'armes spahis.

## États de service
États de service
- Capitaine, le 2 décembre 1830
- Capitaine, 1er Régiment de Chasseurs d'Afrique, le 1er mars 1832
- Capitaine, 3e Régiment de Chasseurs d'Afrique, le 14 février 1833
- Chef d'escadron, 3e Régiment de Chasseurs d'Afrique, le 9 avril 1833
- Chef d'escadron, Spahis réguliers de Bône, le 9 janvier 1835
- Lieutenant Colonel, Spahis réguliers d'Oran, le 18 février 1838
- Colonel, commandant les vingt escadrons de Spahis, le 19 mai 1845
- Maréchal de camp, commandant la brigade des trois régiments de Spahis, le 19 juillet 1845
- Général de Brigade, commandant la division d'Alger, 1855
- Général de Division, commandant la division d'Alger, le 18 mars 1856

## Décorations
- Grand-croix de la Légion d'honneur (19 septembre 1860)[18]
  - Grand Officier, 22 décembre 1852
  - Commandeur, 6 août 1843
  - Officier, le 14 août 1835
  - Chevalier, 17 mai 1832
- Médaille de Crimée
- Grand-croix du Nichan Iftikhar (Tunisie)
- Décoré des ordres de l'Aigle rouge de Prusse et de Saint Lazare

## Publications
Il publie sa vision de la guerre en Algérie, et de la manière de la faire, en rendant hommage au général Bugeaud. L'opuscule se termine sur un vibrant plaidoyer pour une conquête de la Kabylie ; il est ré-édité trois fois :
- La Guerre en Algérie, Alger, 1850, Imprimerie de A. Bourget (1re édition) ;
- De la Guerre en Afrique, Paris, 1851, Librairie Militaire de J. Dumaine (2e édition) ;
- De la Guerre en Afrique, 2023, Éditions de la Germonière, avec annotations, (ISBN 9798375227924) édité erroné (3ème édition).

## Vie privée
Il est naturalisé français par des lettres reçues le 2 mars 1839.

### Mariage
Au faîte des honneurs, certains se « découvrent » ses parents et tentent de se rapprocher de lui. Il répond : « Je suis le fils de mes œuvres et de mon sabre. »
Il abjure la religion musulmane et est baptisé le 14 février 1845, dans la chapelle de l'église Saint-Thomas-d'Aquin de Paris, en présence uniquement de la famille Weyer et de l'intendant général Genty de Bussi. Ses parrains et marraines seront : le duc de Mortemart et sa femme la duchesse, M. et Mme Horace Vernet.
Le 1er mars 1845, dans la même église, il épouse Adélaïde Weyer, sœur du maréchal des logis Gustave Weyer, qu'il a décoré pour fait de guerre après la charge d'Isly.

### Mort
Il meurt à Cannes, le 16 mars 1866, à 2 h 10 du matin. Il est inhumé au côté de son épouse au cimetière Saint-Eugène d'Alger.